# Antje Boetius
Antje Boetius (também Boëtius; Frankfurt am Main, 5 de março de 1967) é uma bióloga marinha Alemã. É professora da Universidade de Bremen.

## Prêmios e condecorações
- 2009: Prêmio Gottfried Wilhelm Leibniz da Deutsche Forschungsgemeinschaft
- 2009: Membro da Academia Leopoldina
- 2014: Membro da Organização Europeia de Biologia Molecular[1]
- 2014: Medalha Gustav Steinmann[2]
- 2014: Prêmio de Ciências Hector[3]
- 2017: Medalha Carl Friedrich Gauß

## Publicações selecionadas
- 1992: Extrazelluläre hydrolytische Enzymaktivitäten als Parameter für mikrobielle Prozesse in Tiefseesedimenten
- 1996: Mikrobieller enzymatischer Abbau organischer Substanzen in Tiefseesedimenten
- 2000: A marine microbial consortium apparently mediating anaerobic oxidation of methane (mit Katrin Ravenschlag, Carsten J. Schubert, Dirk Rickert, Friedrich Widdel, Armin Gieseke, Rudolf Amann, Bo Barker Jørgensen, Ursula Witte  &  Olaf Pfannkuche). In: Nature 407, S. 623–626 (5. Oktober 2000)  doi:10.1038/35036572
- 2004: Methane in gas hydrate bearing sediments – turnover rates and microorganisms: MUMM; report 01 January 2001 – 31 December 2003; BMBF program "Gas hydrates in the earth’s system"
- 2005: OTEGA II: Abschlussbericht zur Forschungsreise SO174 in den Golf von Mexiko, 1.10.–12.11.2003, Balboa – Miami
- 2011: Viren und andere Mikroben: Heil oder Plage? : zum 100. Todestag von Robert Koch
- 2011: Das dunkle Paradies – Die Entdeckung der Tiefsee (zusammen mit Henning Boëtius), Bertelsmann Verlag ISBN 978-3-570-10052-3